# 严济慈
严济慈（1901年1月23日—1996年11月2日），乳名朱銀，譜名澤榮，學名寓慈、濟慈，字華庭、慕光，號子祥、厂佛、岸佛，男，浙江东阳人，中华人民共和国物理学家、教育家及政治人物，原副国级领导人，中国现代物理研究奠基者之一。

## 生平
1914年就读于东阳中学，1918年以四年均为第一的成绩毕业。1918年夏参加全国六大学区高师联考，以浙江省第一名的成绩考入南京高等师范学校（1921年改为国立东南大学）。由于他是家乡第一名考上著名大学的学生，为此，当时的浙江省教育厅将东阳中学列为重点中学。入学南高时初读商业专修科，一年后转工业专修科，再一年转数理化部读二年级，师从数学家何鲁、熊庆来，物理学家胡刚复等人。1923年夏以第一名的成绩毕业于南京高等师范学校数理化部，在国立东南大学进修一年后修满大学学分，获国立東南大學物理系理学学士学位，成为国立东南大学第一届唯一的毕业生。大学期间自学法文，在中国科学社服务，并编著教科书《初中算术》和《几何证题法》，由商务印书馆出版。
1923年大学毕业，以稿费、兼任南高（东大）附中及暑期学校教师的酬金和何鲁、胡刚复、熊庆来三位老师的资助，赴法国巴黎大学留学。仅用一年时间，就考得巴黎大学三门主科——普通物理学、微积分学和理论力学的证书，获数理科学硕士学位，这是巴黎大学的校史上从来没有过的事，备受到法国教授赞赏。此前法国并不承认中国大学毕业文凭效力，从严济慈起，法国开始承认中国的大学毕业文凭与法国大学毕业文凭具有同等效力。之后师从物理学家夏尔·法布里（C. Fabry）。1927年，刚刚当选法国科学院院士的导师法布里在他首次出席的法国科学院的例会上，宣读的论文不是自己的研究成果，而是在他的指导下由严济慈完成的博士论文《石英在电场下的形变和光学特性变化的实验研究》，这是法国科学院第一次宣读一位中国人的论文。严济慈因此成果成为世界上第一个精确测定石英压电定律“反现象”的科学家，也成为第一位获得法国国家科学博士学位的中国人。
1927年回国，在上海大同大学、中国公学、暨南大学和南京第四中山大学（原国立东南大学等9所学校合并成立）物理系担任物理学、数学教授，陆学善、钱临照、顾功叙、余瑞璜、吴学蔺等人就是这一时期的学生。1928年冬，携夫人张宗英再次赴法国从事研究工作，期间到瑪麗·居禮的实验室帮助安装调试显微光度计并用以进行测试研究。1930年底回北平，出任北平研究院物理研究所专任研究员兼所长，一年后又兼任镭学研究所所长。在连续光谱的研究中取得重大成果。1932年参与创建中国物理学会。1935年与法国科学家弗雷德里克·约里奥-居里、苏联科学家彼得·卡皮查同时当选为法国物理学会理事。抗日战争期间，开展救国社会活动，并在科研制造上对无线电发报机、五角测距镜和望远镜的生产做出了重要贡献，1946年获国民政府抗战胜利勋章。1948年当选为中央研究院第一屆院士，担任中国物理学会理事长、北平科学工作者协会理事长。
1949年参与筹建中国科学院，曾任中国科学院应用物理研究所所长、中国科学院东北分院院长、中国科学院副院长、中国科学院主席团执行主席、中国科学技术协会名誉主席、全国人大常委会副委员长、九三学社中央名誉主席，兼任《科学通报》和《中国科学》主编。同时，1958年参与创建中国科学技术大学，任教授讲授普通物理学6年，并兼副校长，培养了许多人才。雖然文革中被保護起來，但其在成都132厂做工程師的次子严双光不幸遇難身亡。1978年出任中国科学技术大学校长，提出“创寰宇学府，育天下英才”的建校目标，以后任中国科学技术大学名誉校长。1978年创办中华人民共和国第一个研究生院中国科学技术大学研究生院（后分为中国科学院研究生院和中国科学技术大学研究生院）。
1980年3月15日，中国科学技术协会第二次全国代表大会在北京召开，会议选出第二届全国委员会，其被选为副主席。1986年6月，中国科学技术协会第三次全国代表大会在北京召开，选举产生第三届全国委员会。6月28日，第三届全国委员会第一次会议召开，推举其担任名誉主席。1988年任东南大学校务委员会名誉主任。1991年被法国政府授予荣誉军团军官勋章。

## 学术贡献
严济慈一生对中国教育、科技事业有重要的贡献，为中国培养了几代科技人才。他是中国光学研究和光学仪器研制工作的重要奠基人，在压电晶体学、光谱学、大气物理学、压力对照相乳胶感光的效应以及光学仪器研制等方面成就卓著。

## 诬陷事件
解放初期，有人检举严先生在北平研究院物理所任内，贪污一千六百美金，被诬陷为贪污犯，此事件对严先生打击巨大，从过去时有独特发言的人，变成了一个沉默寡言的人，但他坚持不说假话，总是用自己的方式说真话，保持了独立的人格。

## 家庭
严济慈夫人张宗英，是曾任两江师范学堂教习的老教育家张鹤龄之女。1920年考入南京高师，是中国最早一级男女同校的八位女大学生之一，毕业于国立东南大学中国文学系。有严又光、严双光、严四光、严武光、严陆光五子。

## 主要论著
- 《普通物理学》（正中书局，1947）
- 《热力学第一和第二定律》（人民教育出版社，1966）
- 《严济慈科学论文集》（科学出版社，1986）
- 《电磁学》（高等教育出版社，1989）
- 《严济慈科技言论集》（上海教育出版社，1990）

## 言论
- 作为一个科学家，如果你发表的论文，10年之内没有人引用过──因为科学研究总是有连续性的，这就是说，你这个工作可做可不做，是可有可无的，与整个科学丝毫没有发生关系。
- 一个科学家成为杂志、报纸上的新闻人物并不难，但要成为一个书本人物，至少是几十年，书本上都要提到他的研究成果，这就很不容易。......对于这些对科学作出重大贡献的历史人物，愈浅显的教科书愈是提到他们的名字。......正是从这个意义上，我认为做学问的人不能满足于做新闻人物，而要扎扎实实做研究工作，对科学的发展做出成绩来，争取做一个书本人物。